# Monty Walsh, un uomo duro a morire
Monty Walsh, un uomo duro a morire (Monte Walsh) è un film statunitense del 1970 diretto da William A. Fraker.
È un film western con elementi tragici con protagonisti Lee Marvin e Jack Palance, che interpretano Monte e Chet, due vecchi cowboy nella città di Harmony, Arizona, e Jeanne Moreau, che interpreta Martine Bernard, prostituta malata di tubercolosi e fiamma di Monty. È basato sul romanzo del 1963 Monte Walsh di Jack Schaefer. Il film rappresenta l’esordio come regista per il direttore della fotografia William A. Fraker. Nel 2003 ne è stato prodotto un remake televisivo, Monte Walsh - Il nome della giustizia (Monte Walsh), con Tom Selleck.

## Trama
Monty Walsh ed il suo amico Chet Rollins sono due cowboy nel Far West. Quando il ranch di Cal Brennan, dove lavorano da anni, viene venduto ad alcuni industriali vedono le loro possibilità di lavoro diminuire e dopo aver tentato inutilmente di svolgere alcuni modesti lavori pur di non abbandonare i cavalli e la vita che è loro più congeniale si separano. Monty si dà ad una vita da vagabondo, malgrado le esortazioni di Martine, una prostituta della quale è innamorato, a dedicarsi ad una nuova attività nel paese; Chet, invece, dopo aver conosciuto la vedova di un negoziante la sposa e si dedica al commercio. Un altro cowboy amico dei due, Shorty, incapace di adattarsi ai nuovi tempi, diviene un bandito e durante una rapina uccide Chet nel suo negozio. Monty, appresa la notizia non ha altra scelta che vendicare l'amico: quindi dopo aver inseguito l'assassino, lo uccide in un duello. Compiuta la sua vendetta riprende il suo vagare senza meta.

## Produzione
Il film, diretto da William A. Fraker su una sceneggiatura di David Zelag Goodman e Lukas Heller con il soggetto di Jack Schaefer (autore del romanzo), fu prodotto da Hal Landers e Bobby Roberts per la Cinema Center Films e girato nel CBS Studio Center a Los Angeles in California, nel ranch di Old Tucson, a Tucson, e a Mescal, in Arizona con un budget stimato in 5 milioni di dollari.
Per la colonna sonora furono usati brani dell'album Monte Walsh di Cass Elliot.

## Distribuzione
Il film fu distribuito negli Stati Uniti dal 7 ottobre 1970 al cinema dalla National General Pictures e per l'home video dalla CBS/Fox Home Video in VHS nel 1985.
Alcune delle uscite internazionali sono state:
- in Germania Ovest il 2 ottobre 1970 (Monte Walsh)
- in Svezia il 26 ottobre 1970
- in Giappone il 25 novembre 1970
- in Spagna nel dicembre del 1970 (Monty Walsh)
- in Argentina il 3 dicembre 1970 (Monty Walsh)
- in Francia il 3 febbraio 1971 (Monte Walsh)
- in Finlandia il 23 aprile 1971 (Monte Walsh)
- in Uruguay il 21 luglio 1971 (Monty Walsh)
- in Turchia nel maggio del 1974
- in Grecia (Monty Walsh)
- in Messico (Monty Walsh)
- in Yugoslavia (Covek koga je tesko ubiti)
- in Turchia (Kahramanin sonu)
- in Ungheria (Monte Walsh: Az utolsó cowboy)
- in Brasile (Um Homem Dificil de Matar)
- in Italia (Monty Walsh, un uomo duro a morire)

## Critica
Secondo il Morandini il film è un "western nostalgico nella descrizione del duro lavoro nella Frontiera, ma stinge nel rimpianto di un'America rurale e virile". Secondo Segnalazioni Cinematografiche il film è un "originale western che rappresenta una civiltà pionieristica ed eroica in contrasto con l'incalzante progresso al quale non vuole cedere il passo".